# 늑대들
"늑대들"은 1973년에 개봉한 대한민국의 영화이다.

## 캐스팅
- 박노식
- 장동휘
- 남궁원